# Censor
A censorok magas rangú tisztségviselők (magistratusok) voltak az ókori Rómában. Hivataluk, a censura idején fő feladatuk a census – a római lakosság és vagyona összeírása – végrehajtása volt.

## A magistratura eredete
A census már Servius Tullius korában is létezett a hagyomány szerint. A királyság megdöntését (Kr. e. 510) követően a census feladata a két consulra hárult, majd Kr. e. 443-ban megalapították a censori méltóságot a funkció ellátására. Erre azért került sor, mert épp az előző évben választottak katonai tribunusokat a consulok helyett, márpedig ezek akár plebeiusok is lehettek. A patriciusok a censura kialakításával legalább egy elemét visszaszerezték a főhatalomnak, mivel censorokat csak a saját soraikból választottak. Egészen Kr. e. 351-ig nem is töltötte be plebejus a tisztséget – az első Caius Marcius Rutilius volt. Kr. e. 339-ben pedig a lex Publilia kimondta, hogy a censorok egyikének kötelező jelleggel plebejusnak kell lennie. Az ünnepélyes tisztítószertartást így is csak Kr. e. 280-ban végezhette először a plebejus censor, arra pedig, hogy mindkét censor a plebs soraiból kerüljön ki, Kr. e. 131-ben volt példa.

## A censorválasztás
A censorokat mindig kettesével választották, mivel a tisztség megalakítása előtt a consulok is együtt végezték a censurát. Ha az egyikük meghalt hivatali idejében, új censort kellett választani helyette. Erre azonban csak egyetlen alkalommal, Kr. e. 393-ban került sor, ugyanis Róma gallok általi kifosztása (Kr. e. 387) után babonás félelem övezte a pótcensorválasztást. Ezért aztán ha az egyik censor elhunyt, társa lemondott, és új magistratusokat neveztek ki helyettük.
A censorokat a comitia centuriata választotta az egyik consul elnöklete alatt, nem sokkal annak hivatalba lépése után. Mindkét magistratust egyazon népgyűlésen kellett megválasztani. Ha ez mégsem sikerült, az addigi szavazást is érvénytelennek tekintették, és másnap ismét mindkét censor személyéről folyt a szavazás. Ha a népgyűlés döntött, a censorok különösebb beiktatási ceremónia nélkül elfoglalhatták hivatalukat.
Hagyományosan consulviselt embereket (consulares) választottak censorrá, bár akadt néhány kivétel. Egy embert elvileg többször is censorrá választhattak, de erre csak egy esetben került sor, Caius Marcius Rutilius Censorinus esetében (Kr. e. 294; Kr. e. 265), aki egyúttal törvényt is hozott arról, hogy ilyesmi többé ne fordulhasson elő.

## A censori méltóság
A censorok rendkívül különleges helyet foglaltak el a római magistratusok között. Ellentétben a többi hivatallal, a censorokét ötévente (lustrumonként) töltötték be, azonban megbízatásuk csak megválasztásuk után 18 hónapig volt érvényben, köszönhetően Mammius Aemilius Mamercinus Kr. e. 433-ban hozott törvényének. Hivataluk centuriális eredetű volt, nem pedig a comitia curia nevezte ki őket.
Külön érdekesség a hivatallal járó méltóság megítélése, a censoroknak kijáró tisztelet mértéke. Curulisi méltóság lévén a magasabb rangú magistratusok közé sorolták őket. Nem volt ugyanakkor imperiumuk (főhatalom, amely had- és államvezetésre jogosít), ebből következően lictoraik sem lehettek. Logikusan a consulok és praetorok után következtek volna rangban, ám ez mégsem volt így. A censor ugyanis szent tisztviselő (sanctus magistratus) volt, aki így a dictator kivételével mindenkinél nagyobb tiszteletet érdemelt. Ennek elsősorban a censurához később kapcsolódó, újabb feladatok voltak az okai, mindenekelőtt az erkölcsfelügyelet (regimen morum), amelyet saját belátásuk szerint végeztek, és nem volt felettes hatóságuk.
Öltözékük vitatott: Polybius szerint csak nekik fenntartott lila tógát viseltek, míg más források szerint a consulokhoz és praetorokhoz hasonlóan toga praetextát. A censorok temetése (funus censorium) mindig különlegesen hangsúlyos külsőségek között zajlott, így később a császárok számára is ilyen búcsúztatót szerveztek.

## A censor funkciói
A censorok alapvetően három feladatot láttak el: a census megtartását, az erkölcsfelügyeletet és a pénzügyek ellenőrzését. A census elvégzése után a censorok tisztító szertartást (lustratio) végeztek el, majd bejelentették a következő ötéves periódus kezdetét.

### A census

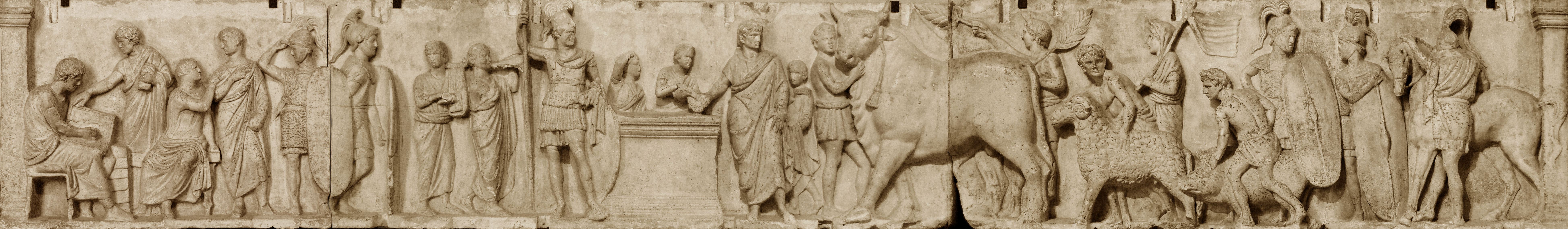
A census ábrázolása Domitius Ahenobarbus oltárán (Kr. e. 2. század vége, eredetileg Neptunus Mars-mezőn álló templomából). Bal szélen a polgárok számba vétele, középen a cenus lezárását követő, oltár előtti tisztító szertartás (lustratio) a három áldozati állattal (suovetaurilia), jobb szélen pedig a katonaállítás látható.

A census az ókori római polgárok jegyzékének összeállítása volt vagyonbecslés és seregszemle céljából. A censorok végezték ötévenként, ilyenkor osztották be a polgárokat vagyonuk szerint öt osztályba, kivetették az adót, és kijelölték a centúriát, amelyben a polgár katonai kötelességét teljesítette, illetve politikai jogait gyakorolta.
A census – pontosabban censum agere – mindig a Mars-mezőn történt. A második censorpáros, Caius Furius Pacilus és Marcus Geganius Macerinus külön épületet (Villa Publica) emeltetett erre a célra (Kr. e. 435). A lakosság férfi tagjai eskü alatt beszámoltak nevükről, családi állapotukról, feleségükről és gyermekeikről a censorok színe előtt. Az árva gyermekek és férjezetlen nők külön listára kerültek.
A vagyonnak kezdetben csak az összértékét kellett bevallani, azonban a későbbiekben tételes felsorolás vált szokásossá. A későbbiekben ez alapján adóztak (általában a vagyon ezredrészét). A censorok feltehetően nem értékelhettek fel semmit, bár büntetésként megemelhették a kiszabott adót. A censuson egyébként kötelező volt megjelenni, csak a katonáskodás adott felmentést.
A censorok osztották tribusokba, classisokba és centuriákba a népességet vagyonuk és lakhelyük alapján. A senatus névjegyzékét is a censorok kezelték, feljegyezve az új tagokat, illetve a méltatlannak ítélteket kitörölve onnan.
A census során elkészített listákat eleinte az Atrium Libertatis nevű épületben, a Villa Publica közelében helyezték el. Később a kincstárban (aerarium), Saturnus templomában őrizték, végül pedig a nimfák templomában.

### Regimen morum
Azzal összefüggésben, hogy a polgárok és senatus listájának összeállításakor a censorok eldönthették, ki érdemes, hogy bekerüljön és ki nem, rövidesen a római polgárok köz- és magánéletének legfőbb őreivé váltak. Feladatuk ugyanis a régi római erkölcsök (mos maiorum), erények megőrzése volt. Mindezt nem konkrét esetekben, hanem általánosságban kellett tenniük. Ennek érdekében különleges bírói hatalommal is rendelkeztek, és a belátásuk szerint méltatlannak ítélt személy ellen hozott rendelkezéseik (nota censoria, animadversio censoria) a törvényes ítéletektől függetlenül léteztek (azaz például ha egy bűnös teljesítette a bíróságon kiszabott büntetést, továbbra is a censori intés alatt állhatott).
A nota censoria csak akkor volt érvényes, ha mindkét censor egyetértett jogosságában. Ha valaki jogtalannak érezte az ítéletet, kísérletet tehetett az ellenkezőjének bizonyítására. A következő censorok felfüggeszthették – sőt a senatus is tehette ezt határozataival – az egyes polgárokra kiszabott büntetést. Ráadásul a censori intés nem érintette a politikusok karrierjét: továbbra is pályázhattak hivatalokra, illetve nem kellett lemondani tisztségeiről (például Mammius Aemiliust is akkor választották dictatorrá, amikor épp animadversio censoria alatt állt).
Alapvetően háromféle természetű ügyben marasztalhattak el polgárt a censorok: magánéleti (családi jellegű ügyek, pazarlás, túlzott luxus, kegyetlenkedés a kliensekkel, rabszolgákkal és családtagokkal, méltatlan foglalkozás űzése), közéleti (magistratusok viselkedése illetve a velük szembeni helytelen magatartás) és a közerkölcs rombolásával kapcsolatos esetekben.
Az intés mellett alapvetően négyféle büntetést alkalmazhattak: a senatori rendből való kizárást, lovagrendieknél (equites) állami lótól való megfosztást, a közemberek tribusaikból való kizárását, illetve az aerariusok szintjére való lesüllyesztést, azaz a polgárjogoktól való megfosztást. Egyes esetekben a censorok kombinálhatták a büntetéseket.

### A pénzügyek élén
A vagyonbevallások kezelése kapcsán az ennek alapján kiszabott adót (tributum) a censorok rótták ki és ellenőrizték. Később az összes állami bevétel felügyeletét látták el, így a vámokból, bányákból, közföldekről származó juttatásokét (vectigalia). Ezek beszedésére pályázni lehetett, és a censorok a legtöbbet ajánlónak juttatták a feladatot a következő lustrum kezdetéig. Az adóbérlőket (publicanusok) censori törvények kötötték.
A censorok új adókat is kivethettek (feltehetően csak senatusi beleegyezéssel), és jogukban állt eladni állami tulajdont. A befolyó jövedelem kezelésébe azonban már nem volt beleszólásuk: az a kincstár (aerarium) tisztviselői, a quaestorok feladata volt. A censorok, mivel a közmunkák és középületek felügyelői is voltak, bizonyos – senatus által kijelölt, quaestorok által ellenőrzött – forrásokkal gazdálkodhattak, és ellenőrizték elköltésüket. Így feleltek az utak, csatornák, templomok karbantartásának anyagi oldaláért (a gyakorlati feladatok elvégzése az aedilisekre hárult). Emellett a censorok új épületekkel is gazdagíthatták Róma városát, később Itáliát (templomok, basilicák, forumok, színházak stb.).

## A censori hivatal vége
A censura mintegy 421 éven át létezett, Kr. e. 443-tól Kr. e. 22-ig. Igaz, közben több lustrum idején nem választottak censort, és egy forrás szerint Sulla eltörölte a címet. Ha ez hivatalosan nem is történt meg, mindenesetre Kr. e. 70-ig nem választottak censort. Kr. e. 58-ban Clodius tribunus törvényeivel korlátozta a censori jogköröket a senatori névjegyzék kezelésével kapcsolatban, és bár ezt a szabályozást hat év múlva visszavonták, a censura többé nem érte el régi súlyát. A polgárháborús időkben nem is választottak censorokat, és utoljára Kr. e. 22-ben töltötték be a magistraturát: Augustus Lucius Munatius Plancust és Paulus Aemilius Lepidust nevezte ki. A két utolsó censor hivatala inkább a méltóság megszégyenítése volt, ezért aztán a későbbiekben a császárok átvállalták feladataikat praefectura morum címen. Amennyiben klasszikus értelemben vett censust, azaz összeírást tartottak, felvehették a censori címet – mint például Claudius, aki az idősebb Vitelliusszal, vagy Vespasianus, aki fiával, Titusszal osztozott a rangon. Domitianus felvette a censor perpetuus (örökös censor) címét, ebben azonban nem követték utódai a példáját. Ezután már csak egy alkalommal találkozunk a hivatallal, mégpedig Decius idején, aki az idősebb Valerianust tette meg egyedüli censorrá. A 4. század végén tervezték a censura újbóli bevezetését, azonban erre többé nem került sor.